# Reißbahn

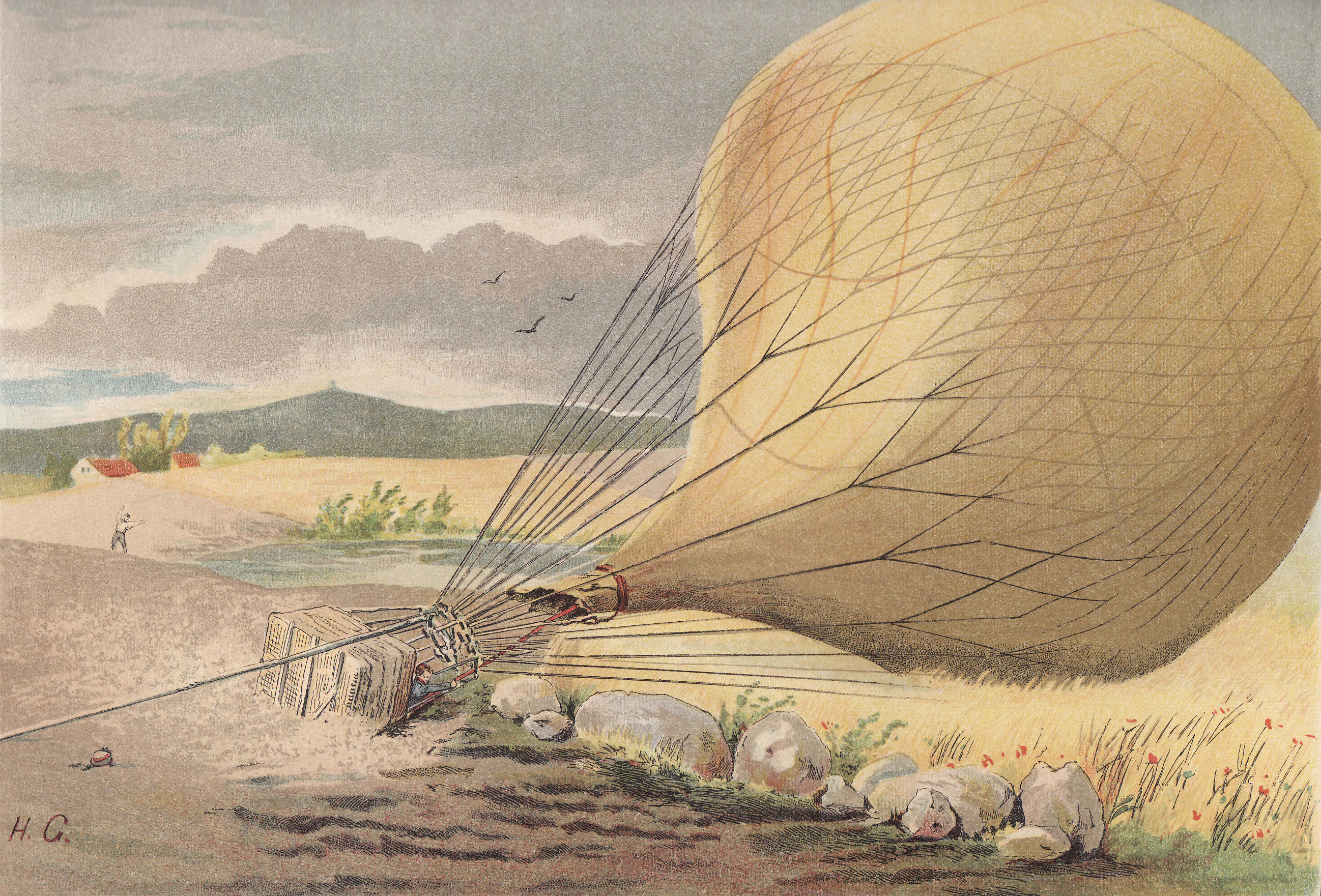
Groß zieht die Reißleine des Phönix, Zeichnung von H. Groß

Die Reißbahn ist eine Sicherheitsvorrichtung des Gasballons. Sie ist ein Bahnsegment, das über einem Schlitz in der Ballonhülle angebracht ist. Der Ballonführer kann die Reißbahn durch Zug an der Reißleine, auch Reißgurt genannt, entfernen, um das Gas schnell aus der Ballonhülle abzulassen. Wenn nötig, wird die Reißleine unmittelbar vor der Landung gezogen, um ein Wiederaufsteigen des Ballons oder eine gefährliche Schleiffahrt zu verhindern. 
Die Reißbahn wurde 1844 vom US-Amerikaner John Wise und unabhängig von ihm noch einmal 1855 vom Franzosen Eugène Godard erfunden, in der heutigen ausgereiften Form aber erst 1893 von Hans Groß entwickelt. Sie ersetzte bald das zuvor bei Freiballonfahrten übliche Entleerungsventil bzw. den (auch zur Verhinderung des Abtreibens benutzten) Anker. Der erste von Groß mit einer Reißbahn ausgestattete Ballon war der Phönix von 1893. Nach einem ersten Test der Reißbahn im Anschluss an eine Nachtlandung am 15. Juli 1893 bewährte sich diese erstmals bei einer Sturmlandung in der Nähe von Berent am 25. Juli desselben Jahres. 
Die Reißbahn befindet sich beim Gasballon im oberen Teil der Ballonhülle, beginnend etwa einen halben Meter vom Ventil entfernt und kurz oberhalb des Äquators endend. Der Ausschnitt wird durch die Reißbahnzunge von innen verschlossen. Sie wurde früher mit der Ballonhülle verklebt. Heute wird sie entweder über Ösen verschnürt oder mit einem Klettband befestigt und mit einem isolierenden Band gasdicht verschlossen. Die rote Reißleine führt von einem Knebel am oberen Ende der Reißbahnzunge durch das Balloninnere zum Korb. Sie ist in der Nähe des Ventils an einer Ringscheibe gesichert. Durch einmaliges Ziehen wird diese Sicherung gelöst, ein zweites Ziehen öffnet die Reißbahn.